# Атеросперма
Атероспе́рма, или Южный Сассафрас, или Черносердечный Сассафрас (лат. Atherosperma, от др.-греч. ἀθήρ «ость» и σπέρμα «семя»; из-за волосков на плодах) — род цветковых растений, входит в семейство Атероспермовые (Atherospermataceae). Род насчитывает 5 видов.

## Распространение и экология
Наиболее известный вид, Атеросперма мускусная (Atherosperma moschatum), произрастает в прохладных умеренных тропических лесах Австралии (в штатах Тасмания, Виктория и Новый Южный Уэльс).

## Ботаническое описание
Вечнозелёное дерево с конической кроной, высотой 6—25 м, в Тасмании встречаются экземпляры до 40 метров. Кора сильно морщинистая, от серой до светло-коричневой.
Листья противоположные, ланцетовидные, симметричные, ароматные, 3—10 см длиной, 8—25 мм шириной, с серо-голубым налетом. 
Цветки одиночные, чашевидные, ароматные, кремово-белые, 2,5 см в диаметре расположены в пазухах листьев.
Цветение в мае. Плоды вызревают и открываются к январю, выпуская семена, разносимые ветром.

## Применение
Древесина используется для производства мебели, музыкальных инструментов и сувениров (резные фигурки, блюда, шкатулки и т.д.). Чёрное окрашивание древесины вызвано грибком, что повышает привлекательность изделий.
|                       |  |  |
| Атеросперма мускусная |  |  |